# 生活秀 (中篇小说)
《生活秀》，池莉的中篇小说，荣获2000年《小说月报》“百花奖”、2000年《十月》“文学奖”。

## 写作和出版
池莉以湖北省武汉市吉庆街为背景写出了这部中篇小说。池莉1999年开始动笔写作《生活秀》，而当时吉庆街做卤菜的商户很少，鸭脖子亦未被单独销售，只是摊主收工后的下酒菜，但池莉在《生活秀》里将鸭脖子虚构成夜市小吃。

## 内容
来双扬出生之后，不久，母亲就去世了，父亲又再度结婚，15岁时，她就开始抚养弟弟妹妹，为了挣钱，她把自家煤炉提到吉庆街，卖油炸臭豆腐，是当时第一个个体商户。
弟弟长大后，吸毒成瘾；妹妹被一些人的吹捧冲昏了头，对生活抱着不务实的态度，总是批判来双扬的生活方式；哥哥顽固又迂腐，在嫂嫂的挑唆下，整天打着家产的主意；侄儿喜好读书，但是费用却是来双扬出。
为了解决这么多人的吃饭问题，来双扬学会了如何做人，八面玲珑、口舌伶俐，她教训嫂嫂叫她别打家产的主意，讨得继母欢心得到家产继承权，游说爱着自己弟弟的乡里妹嫁给了所长的花痴儿子。后来她终于下定决心和卓雄洲约会，却发现对方把她想象地太过完美，而且卓本人也并非表面上看起来那样英伟强健。最终她还是选择中断了这段情缘。

## 角色
- 来双扬：母亲早逝、父亲再婚，15岁开始抚养弟弟妹妹，后来在吉庆街摆摊卖鸭颈，又开了“久久”酒店。
- 来双元：来双扬的哥哥。
- 来双久：来双扬的弟弟，有毒瘾，被送进戒毒所。
- 九妹：乡下妹子，给“久久”打工，职位是副经理。爱慕来双久，后来嫁给张所长的花痴儿子。
- 小金：来双元的妻子。
- 来金多尔：来双元和小金的儿子。

- 卓雄洲：大老板，来双扬的常客，爱慕来双扬。

- 范沪芳：来双扬的继母。

## 主题和风格
《生活秀》歌颂了邓小平执政后发展经济的“以经济建设为中心”的政策，使得商业繁荣，也歌颂了“来双扬”这样的独立自强、勤劳勇敢、能干本领高的改革开放时代的女强人。

## 影响
小说《生活秀》改编成电影后，原本是虚构的卤菜鸭脖子开始单独销售，2004年有个体户前往北京簋街开设鸭脖子专营店，使这种“《生活秀》意外的产物”火遍全中国，池莉的小说更由此催生了鸭脖子产业链。

## 改编作品
《生活秀》被改编成话剧、电影、电视剧等，曾由陶虹、陶泽如、潘粤明、于慧、王姬、毛阿敏等明星出演，电影导演霍建起。2008年更被武汉京剧院改编成现代京剧《吉庆街生活秀》。